# George Ingram
George Ingram, 8e vicomte d'Irvine (ou Irwin ; 1694-1763) est un ecclésiastique anglais et pair de la pairie d'Écosse. Il est brièvement vicomte, de 1761 à 1763. Il est aumônier du président de la Chambre des communes.

## Biographie

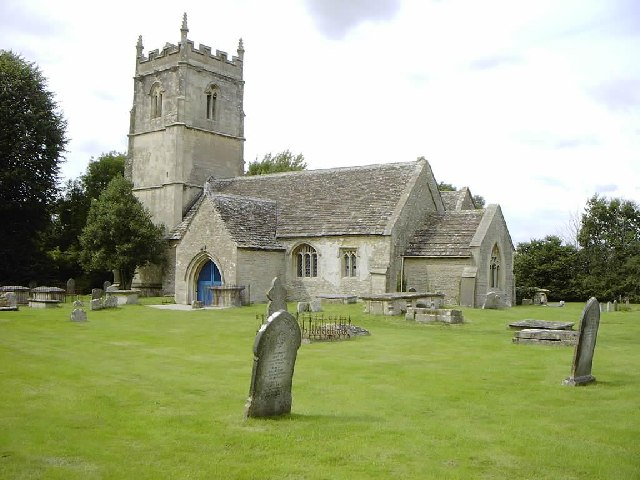
Sainte-Croix de Hankerton

Il est le sixième fils d'Arthur Ingram (3e vicomte d'Irvine) (mort en 1702), de Temple Newsam, Yorkshire, et de son épouse Isabella Machell, fille de John Machell, député de Horsham, de Hills (Horsham), Sussex, et Helen Warmestry . Baptisé à Whitkirk, dans le Yorkshire, il s'inscrit à l'Oriel College d'Oxford le 7 juin 1711, à l'âge de 17 ans, et obtient son baccalauréat en 1714. Il obtient une bourse dans le même collège en 1716, obtient une maîtrise en 1717 et est ordonné diacre à la cathédrale Christ Church d'Oxford par l'évêque John Potter le 21 décembre 1718. À Westminster St James, il est ordonné prêtre le 8 février suivant, par l'évêque Talbot de Salisbury, et trois jours plus tard, il est institué recteur de Crudwell, Wiltshire, résidence qu'il conserve jusqu'à sa mort. En octobre 1723, il est également institué au presbytère perpétuel de Hankerton, dans le Wiltshire (Crudwell et Hankerton sont toutes deux des paroisses près de Malmesbury). Il est nommé aumônier de la Chambre des communes en 1724, et est installé chanoine de Windsor et prébendier de Westminster .

## Accession au titre
Pendant toute cette période, ses frères aînés Edward (mort en 1714), Rich (mort en 1721) et Arthur (mort en 1736) sont successivement 4e, 5e et 6e vicomtes Irwin. À la mort d'Arthur, le quatrième fils, Henry, devient le septième vicomte et vit jusqu'en 1761. Le cinquième fils, John Ingram, est mort ou présumé mort en janvier 1724/5, lorsque l'homologation d'un testament au nom de John daté du 20 février 1714/5 est accordée à sa mère, la vicomtesse Isabella. George Ingram hérite donc du titre et devient 8e vicomte, et le conserve pendant deux ans jusqu'à sa mort. Comme les frères cadets de George, Charles (mort en 1748), Thomas (mort en 1698 en bas âge) et William (mort en 1756) sont tous décédés avant lui, le titre passe à son neveu Charles Ingram (1727-1778) (fils du septième fils Charles), le seul héritier mâle restant du 1er vicomte, avec la mort en 1778, le titre s'est éteint .